# 山本陽子
山本 陽子（やまもと ようこ、1942年〈昭和17年〉3月17日 - 2024年〈令和6年〉2月20日）は、日本の女優。東京都中野区出身。株式会社三陽企画所属。國學院高等学校卒業。

## 来歴
4人兄弟（兄、姉、弟）で、4人年子。

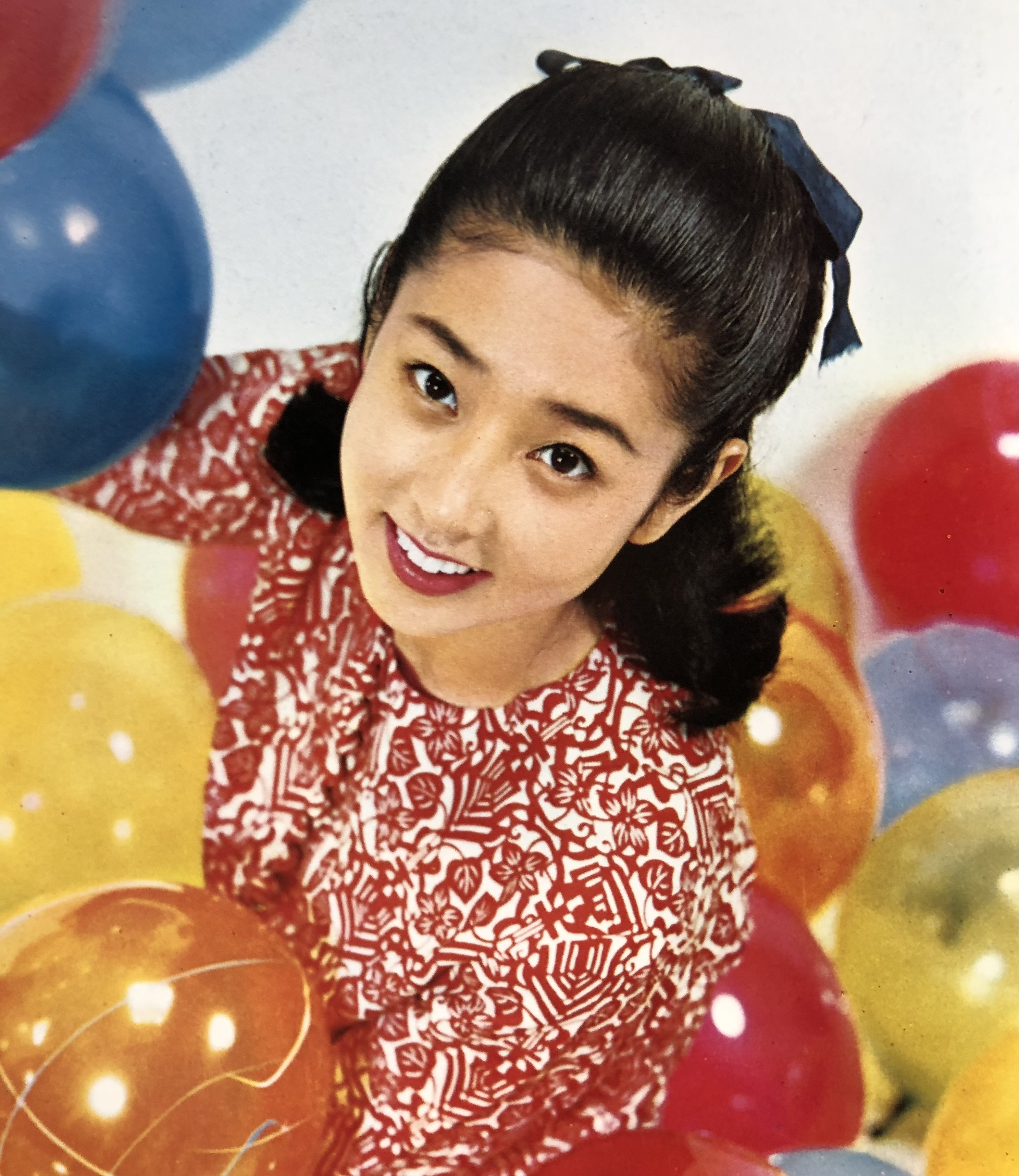
1965年の陽子

高校卒業後は野村證券投資相談部に勤務していたが、1963年に知人が日活に山本の応募書類を送ったところ合格し、第7期日活ニューフェイスとして芸能界に入る。同期には、西尾三枝子、谷隼人、沖田峻一郎などがいる。1963年に女優デビュー（ただし、マスメディアによっては「1964年4月にデビュー」とする場合もある）。
映画では吉永小百合ら「日活三人娘」の人気に押され、なかなか作品には恵まれなかったが、テレビドラマに進出してからは日本的で清楚な美貌で人気を集めた。
清楚な役から悪女までカバーし、女優としての地位を確立。以後、幅広い役をこなす高視聴率女優の1人として人気を博す。
1971年森光子主演の『放浪記』悠起役で初舞台を踏む。1980年、『花埋み』で舞台初主演して以来、舞台女優として数々の作品に出演し精力的な活躍をしており、演技力も高く評価されている。
テレビドラマ黒革の手帖では、世代を超えて同じ銀座のママである原口元子役と岩村叡子役を演じた。
1994年の『おはん』の演技で第19回菊田一夫演劇賞を受賞し、上演回数は400回以上を記録している。2006年には、舞台『いろどり橋』の演技にて名古屋演劇ペンクラブ賞を受賞。2008年、2009年には『放浪記』の舞台では今度は日夏京子役で、上演回数2000回記念舞台に出演している。
高校時代の友人やデビュー前に勤めていた野村證券の同僚達とは、40年以上経っても仲が良く、それぞれの仲間たちと時々会って交流を続けていた。友人たちからは、「がめちゃん」と呼ばれていた（がめつい性格から）。
山本海苔店のイメージモデルを長年務めており、2010年、42年という専属タレント契約の世界最長記録として『ギネス・ワールド・レコーズ』に認定された。
2012年頃から、第二の人生を楽しむために70歳を機に、東京から静岡県熱海市へ移住し生活を送っていた。
2024年2月20日、熱海市内の病院で急性心不全のため死去した。81歳没。亡くなる数時間前まで元気な様子で甥と行動をともにしており、帰宅直後の急性心不全が死因と発表された。
最晩年も積極的に仕事をこなしており、2024年2月2日放送のテレビ朝日『徹子の部屋』に高橋英樹と共に出演していたが、これが生前最後の出演となった。同年4月にも舞台出演の予定があったという。

## エピソード

### 中高校時代
戦時中の1945年に一家で現在のあきる野市で疎開生活を送り、終戦後国分寺市に転居し、一般的なサラリーマン家庭に育った。子供の頃はおとなしい性格で、中学生くらいまでは人前にあまり出ず、きょうだいとケンカしたり親に叱られることもなかった。
高校進学後弓道に興味を持って入部すると、徐々に積極的な性格になっていった。
高校卒業後は「いい会社に入って結婚したい」という思いが強かったことから、堅実な証券会社に就職。証券会社では営業部に配属されて主に投資信託を担当し、電話や手紙で客とやり取りをした。

### デビュー当時
デビュー当時、同期の年下女優が映画で主演に抜擢されたのに対し、山本はその映画で端役を演じた。別の作品では、撮影の待ち時間にお喋りに夢中になっていたスター役者の代わりに、一言も喋っていない山本が名指しで「うるさい！」と助監督に怒鳴られるという悔しい思いもした。
また時間が不規則な仕事に加え、何をどうやって次に進めばいいのかさっぱり見えず、「私には芸能界なんて無理なのでは？」と悩んだ。しかし1年後、映画『赤いハンカチ』の出演から色々な役がもらえるようになったという。

### ライフスタイル
40代の頃は女優業が一番忙しい時期としながらも、合間にゴルフ、乗馬などをしたり、恋愛に燃えている時期でもあった。50代の頃に「一生の趣味になることを始めたい」との思いから、当時姉が絵を習っていたことから、自身も同じ先生の所で日本画を習い始めた。主に風景や静物画を描き、その後一度だけ個展も開催したとのこと。60代になると、「自分の中で流れに沿って人生を歩いて行きていこう」との考えが強くなった。
70代に入ると「人生の色々なものを整理しよう」との思いから洋服や靴など色々と断捨離を行った。ただし、和・洋・クリスタルとセットで揃えたお気に入りの器だけは捨てられず、2022年現在でも使っていた。79歳を迎えた2022年には、「健康でいられることが、私の一番の財産」としていた。
性格について本人は、「日常生活で辛さや苦しさはもちろん感じますが、色んな意味で落ち込まない性格」と自己評価している。また、結婚については「過去に結婚したいと思う人はいたけれど、縁がなかったんでしょうね」と回想している。
基本的に子供が大好きで、子役と共演すると仲良くなって、その子達が大きくなってから食事をしたことも何度かあった。本人は、「自分の子供はできなかったけれど、これも私が選んだ道」としている。

### 食と健康
OL時代に市ヶ谷にあった料理研究家・江上トミの教室で料理の基礎を学んだこともあり、毎日自炊している。2020年からのコロナ禍で3食自炊して食べていたら体重が増えたため、2022年現在ではダイエットと健康を兼ねて1日2食で「18時以降は食べない」という食生活をしていた。また掃除・洗濯などの家事も大好き。
食べ物に関して、日々の食事に欠かせない食べ物として海苔を、好物としてわかめの酢の物を挙げている。他によく食べるものとしてブロッコリー、玉ねぎ、キャベツ、しいたけ、納豆。夏場はキュウリ、トマトなどがある。戦時中(当時3歳)、疎開先で放し飼いのニワトリに追いかけられたことがトラウマとなり、それ以来鶏肉がダメである。
以前から足腰を鍛えたり、2022年時点で30年以上に渡り高麗人参を煎じて飲むなど健康に気を使っていた。

## 人物
「山本陽子と言えば、和服姿」のイメージもあるが、プライベートではジーンズなどのデニム素材が大好きで2022年でも履き続けていた。高価なジュエリーを身につけるのは、あまり好きではなかった。
大の車好き（特に外車）で有名で、20代後半で憧れの赤のポルシェ911を所有し、ポルシェに乗る初の日本人女性となった。その後、30代の頃に初めて買ったジャガーをとても気に入り、3台ほど乗り継いだ。最後に購入したジャガーは、（2022年の）最近2年ほどかけてレストアし、30年以上に渡り所有していた。
趣味は車の運転の他、日本画制作、ゴルフ、麻雀、骨董品収集。
女優・大地真央のファンで、これまでに何度も彼女の舞台を観劇してきた。2021年には、大地主演の舞台『夫婦漫才』で初共演し全国4ヶ所で公演し、「出演の話を聞いた時は飛び上がるほど嬉しかった。真央さんと毎日同じ舞台に立てたことはこの上ない喜びでした」と評していた。
山本海苔店のCM出演は、1965年のドラマ『七人の孫』に出演したことがきっかけ。当時山本陽子の知名度はまだまだ低かったが、山本海苔店社長(当時)がたまたま同ドラマを見て彼女に目が留まり、起用が決まった。
OL時代のエピソードとして、ある日上司の態度に怒り、業務のために自身が書いた手紙を目の前で破いた話を明かしていた。

## 受賞歴
- 第19回菊田一夫演劇賞（1994年）
- 名古屋演劇ペンクラブ賞（2006年）
- 第21回日本映画批評家大賞 ゴールデングローリー賞（2012年）

## 出演

### 映画
- 光る海（日活、1963年12月25日） - 女子学生 役
- 赤いハンカチ（日活、1964年1月3日） - 石塚家の女中 役
- 成熟する季節（日活、1964年1月15日） - 百貨店の店員 役
- 花と怒涛（日活、1964年2月8日） - 芸者 役
- 月曜日のユカ（日活、1964年3月4日） - ホステス 役
- 抜き射ちの竜 拳銃の歌（日活、1964年4月4日） - 黒木梨江 役
  - マスメディアによっては、本作を「映画におけるデビュー作」とする場合もある[2]
- 帝銀事件 死刑囚（日活、1964年4月12日） - 帝国銀行の行員　英子 役
- 猟人日記（日活、1964年4月19日） - 尾花けい子 役
- 間諜中野学校 国籍のない男たち（日活、1964年5月31日）
- 風と樹と空と（日活、1964年7月12日）
- 新・男の紋章 度胸一番（日活、1964年8月1日）
- 東京五輪音頭（日活、1964年9月9日） - 松宮れい子 役
- 殺られてたまるか（日活、1964年11月11日） - 桂子 役　名前の序列は主役の二谷英明の次
- 大日本コソ泥伝（日活、1964年12月6日）
- 現代悪党仁義（日活、1965年2月3日）  - 桜満由子 役
- 青春の裁き（日活、1965年4月14日）
- 涙をありがとう（日活、1965年4月29日）
- 夜霧の脱出（日活、1965年6月9日）
- 明日は咲こう花咲こう（日活、1965年8月14日） - 田中美代子 役
- 大日本殺し屋伝（日活、1965年8月25日）
- 東京は恋する（日活、1965年9月18日）
- 怪盗X 首のない男（日活、1965年10月23日）
- ぼくどうして涙がでるの（日活、1965年10月30日） - 太田正子 役
- 結婚相談（日活、1965年11月23日） - 鶴川美津子 役
- 源氏物語（日活、1966年1月14日）
- この虹の消える時にも（日活、1966年1月27日）
- 愛して愛して愛しちゃったのよ（日活、1966年2月5日）- 橋本ケイコ 役　主役
- 鉄火場仁義（日活、1966年2月12日）
- 賭場の牝猫 捨身の勝負（日活、1966年3月12日）
- 哀愁の夜（日活、1966年3月27日） - 浅沼町子 役
- 涙になりたい（日活、1966年5月18日）
- 私、違っているかしら（日活、1966年7月30日）
- 仁侠八方破れ（日活、1966年10月22日）
- 夢は夜ひらく（日活、1967年1月14日）
- 新・男の紋章 若親分誕生（日活、1967年2月4日）
- 恋のハイウェイ（日活、1967年3月11日） - 浜野節子 役
- 秩父水滸伝 影を斬る剣（日活、1967年4月8日）
- 大巨獣ガッパ（日活、1967年4月22日） - 小柳糸子 役
- 花と果実（日活、1967年8月26日） - 長谷川夫佐子 役
- みな殺しの拳銃（日活、1967年9月6日）
- 錆びたペンダント（日活、1967年9月14日）- 加賀圭子 役　渡哲也の相手役
- 君は恋人（日活、1967年11月3日） - 山本葉子 役
- 赤木圭一郎は生きている 激流に生きる男（日活、1967年11月3日）
- 愛は惜しみなく（日活、1967年12月3日）
- 関東刑務所帰り（日活、1967年12月3日）
- 花の恋人たち（日活、1968年1月3日） - 伊吹万千子 役
- 藤猛物語 ヤマト魂（創映プロ、1968年2月13日）
- 青春の風（日活、1968年3月30日） - 小林峰子 役
- 残侠無情（日活、1968年4月20日）
- 嵐の果し状（日活、1968年8月1日）
- 鮮血の賭場（日活、1968年8月14日）
- だれの椅子?（日活、1968年8月28日） - 後藤光子 役
- 青春の鐘（日活、1969年1月11日）
- ドリフターズですよ!特訓特訓また特訓（東宝、1969年1月15日）
- 恋のつむじ風（日活、1969年3月12日）
- 昇り竜 鉄火肌（日活、1969年3月29日）
- 野蛮人のネクタイ（日活、1969年5月1日）
- 博徒百人（日活、1969年5月14日）
- 日本残侠伝（日活、1969年8月9日）
- 夜をひらく（女）の市場（日活、1969年9月3日） - 平野梅子 役
- やくざ番外地（日活、1969年9月13日）
- 涙でいいの（ピロ企画、1969年11月1日）
- 朱鞘仁義 お命頂戴（日活、1969年12月17日） - 小雪 役
- 嵐の勇者たち（日活、1969年12月31日） - 理江 役
- 盛り場流し唄 新宿の女（日活、1970年5月30日）
- 三人の女 夜の蝶（日活、1971年4月24日） - 小島君子 役
- 女の意地（日活、1971年5月5日） - 静江 役
- 華麗なる一族（東宝、1974年1月26日） - 万俵早苗 役
- 怒れ毒蛇 目撃者を消せ（松竹、1974年2月16日）
- 撃たれる前に撃て!（松竹、1976年6月26日）
- 八つ墓村（松竹、1977年10月29日） - 多治見春代 役
- 必殺!5 黄金の血（松竹、1991年12月23日）
- デンデラ（東映、2011年6月25日） - 浅見ヒカリ 役
- フローレンスは眠る（2016年3月5日）  - 牧羽早苗 役[13]
- 無限の住人（2017年4月29日） - 八百比丘尼 役
- 空と海のあいだ（2017年5月6日） - ナンシー桜 役
- ソローキンの見た桜（2019年3月22日） - 高宮菊枝 役

### テレビドラマ

#### NHK
- ゆれる若葉（1966年、総合）
- 太郎 （1966年、総合）
- 小さな世界（1967年、総合）
- 球形の荒野（1969年、総合） - 野上久美子 役
- そこに生命あれば（1970年、総合）
- 現代騎士道（1971年、総合）
- 歳月（1971年、総合）
  - 2015年、演出の八木雅次がフィルムからVHSへコピーしたテープを、山本本人がNHKへ提供した[14]。
- しがらき物語（1972年、総合）
- 大河ドラマ（総合）
  - 「国盗り物語」（1973年） - 小見の方 役
  - 「徳川慶喜」（1998年） - 勧行院 役
- 今日夢人間（1973年、総合）
- 松本清張シリーズ・事故（1975年、総合） - 山西三千代 役
- 銀河テレビ小説（総合）
  - となりの芝生（1976年） - 高平知子 役
  - お入学（1987年） - 香山貴子 役
- 血痕追跡（1979年、総合）
- 風の墓標（1984年2月4日、総合） - お京 役
- 土曜ドラマ（総合）
  - カイワレ族の戦い（1988年） - 文子 役
- 黄色い髪（1989年、総合） - 史子 役
- 連続テレビ小説（総合）
  - 京、ふたり（1990年 - 1991年） - 能田妙子 役
- ドラマ新銀河（総合）
  - 欅通りの人びと（1994年） - 上原真美 役
- とおりゃんせ〜深川人情澪通り（1995年、総合）
- ランタナの咲くころに（1996年、総合）
- 月の船（1996年、総合） - 伊能裕子 役
- 怒る男・笑う女（1999年、総合）
- 一絃の琴（2000年、総合） - 市橋栄 役
- 夢駆ける大地（2001年、総合）
- はんなり菊太郎〜京・公事宿事件帳〜 第6話「京の女狐」（2002年、総合） - 松乃 役
- 恋する京都（2004年、総合）
- とめはねっ! 鈴里高校書道部（2010年、総合）
- ダイアリー（2018年、BSP） - 宮田牧子 役

#### 日本テレビ系
- 娘の結婚 #14（1964年）
- 山のかなたに #6（1966年）
- 特ダネ記者（1966年）
- おやじはおやじ（1967年）
- 見合い恋愛（1969年）
- 坊っちゃん（1970年） - マドンナ 役
- 赤ちゃん差し上げます（1972年）
- やってきたおばあちゃん（1972年）
- 愛よ永遠に（1973年）
- 人妻だから（1973年）
- 花の生涯（1974年） - 村山たか 役
- 亜紀子（1975年、読売テレビ）
- 女の橋（1976年、読売テレビ）
- 喜びも悲しみも幾歳月（1976年）
- 重役秘書（1979年、読売テレビ）
- お初天神（1980年、読売テレビ）
- 木曜ゴールデンドラマ（読売テレビ）
  - 「丼池、色・欲・女のたたかい大阪物語」（1980年）
  - 「女だけの冬」（1985年）
  - 「家族それぞれの叛乱」（1987年）
  - 「女優時代」（1988年）
  - 「家族の理由」（1991年）
- 三年待った女（1981年）
- 火曜サスペンス劇場
  - 「家族の中の他人」（1982年）
  - 「暗い落日」（1983年）
  - 「二度目のさよなら」（1985年、PDS）
  - 「不運な女」（1985年）
  - 「青い沼の女」（1986年）
  - 「サラ金業者の妻」（1987年）
  - 「熱帯夜」（1991年10月、ホリプロ）
  - 「切り裂かれた絵」（1992年、磯田事務所）
  - 「救命救急センター4」（2002年）
  - 「警部補 佃次郎(17) 妻の立場」（2003年、テレパック） - 宇津見千代 役
- 父子鷹（1994年1月 - 3月、松竹）

#### TBS系
- 光る海（1965年）
- 結婚について（1965年）
- おかあさん2 #290（1965年）
- 絶唱（1965年、日活テレビ部）
- ナショナル劇場・七人の孫（第2シリーズ）（1965年 - 1966年）
- 愛妻くん（1966年-1967年）
- 黒潮の女（1967年、ABC[注釈 11]）
- 娘のゆくえ（1968年、CBC）
- 花王愛の劇場 新妻鏡（1969年）七里文代役
- 水戸黄門
  - 第1部 第27話「暗闇の長者」（1970年） - 妙 役
  - 第4部（1973年） - 武田浪路 役
    - 第1話「旅立ちの歌 - 水戸、江戸」
    - 第35話「旅こそ人生 -水戸-」
- 女と味噌汁その16（1970年） - 森こう子 役
- 東京赤坂3代目（1970年）
- 太陽の涙（1971年 - 1972年） - 前田寿美子 役
- 渦中の女（1972年、CBC）
- 知らない同志（1972年）
- 白い影（1973年）
- 美しき煩悩（1973年）
- 嫁チャンポン（1973年、ABC [注釈 11]）
- 木下恵介・人間の歌シリーズ 「冬の貝殻」（1973年） - 野村伸子 役
- 白い滑走路（1974年） - 上条里子 役
- 遠い花火（1975年、CBC）
- 恋人たちの河（1976年）
- ゆきずりの朝（1977年1月30日、CBC） - そで 役
- 天北原野（1977年、MBS）
- 華やかな孤独（1978年）
- 幸福の断章（1978年、MBS）
- 愛と人間（1978年、HBC）
- アヒル大合唱（1978年）
- 松本清張おんなシリーズ・指（1979年） - 福江弓子 役
- 不毛地帯（1979年、MBS） - 壱岐佳子 役
- 逢いたくて（1980年、MBS）
- 恋人よ（1980年）
- うわさの淑女（1981年、MBS）
- ある日突然恋だった（1982年）
- 生と死の48時間（1982年）
- 愛を裁けますか（1982年、MBS）
- 何も変った事はありません…（1984年、CBC）
- 男女交通刑務所（1987年）
- 鎌倉を旅する女たち（1988年）
- バックレディに春が来た!（CBC）放映お蔵入り
- 愛ふたたび（1992年）
- 金田一耕助の傑作推理・病院坂の首縊りの家（1992年）
- 月曜ドラマスペシャル
  - 「十津川警部シリーズ９　松島・蔵王殺人事件」（1995年） -奥寺綾子 役
  - 金田一耕助シリーズ「悪霊島」（1999年） - 刑部巴 役
- ドラマ30
  - 娘からの宿題（1993年8月 - 1993年9月、CBC / 総合ビジョン）
  - バトルファミリー〜私、恋します!〜（2001年、CBC） - 柳原百々 役
- 桜散る日に（1995年、MBS）
- 月曜ゴールデン 「警視・深町征爾 狼は天使の匂い」（2012年1月30日） - 三上万里子 役

#### フジテレビ系
- ライオン奥様劇場 永遠に答えず（1967年）
- きんらんどんす（1969年）
- 吉田松陰（1969年、関西テレビ）
- 大坂城の女（1970年、関西テレビ）
- 口紅と鏡（1971年）
- 女人武蔵（1971年） - 世津 役
- ボクの花嫁（1971年）
- 徳川おんな絵巻（1971年、関西テレビ） - 小夜 役
- 一姫ニ太郎（1972年）
- 眠狂四郎（1972年、関西テレビ） - 美保代 役
- 忍法かげろう斬り 第14話「ぎやまん地獄の美女」（1972年、関西テレビ） - 千代香 役
- 木曽街道いそぎ旅（1973年）
- 科学捜査官 第18話「愛の断層」（1974年、関西テレビ）- 石原聖子 役
- 逢えるかも知れない（1976年）
- 女がふりむくとき（1977年、関西テレビ）
- 女の家庭（1978年）
- 平岩弓枝ドラマシリーズ 「日本のおんなシリーズI 江戸紫の女」（1979年）
- 日蔭の女（1979年）
- 彩の女（1980年）
- 沓掛時次郎（1981年4月17日） - おきぬ 役
- 女たちの海峡（1981年）
- 花の影（1982年）
- 妻たちは…（1982年）
- 花ホテル（1983年）
- 春雷（1983年）
- 闇の中に薫る（1983年、関西テレビ）
- 冬化粧の女たち（1983年）
- オレゴンから愛（1984年）
- 私が拾った女（1985年）
- 三爺い!と結婚詐欺師（1985年、関西テレビ）
- 山村美紗サスペンス「虹への疾走」（1986年11月24日、関西テレビ・東映） - 大和田麗子
- その年の冬（1986年）
- 妻が狙われるとき（1987年）
- 蛇苺（1987年）
- 曼珠沙華の夜(1988年）
- 鍵（1988年）
- 直木賞作家サスペンス「賀茂の蜩」（1989年2月、関西テレビ・東映）
- 母と名乗れない夜（1989年）
- 虚飾の醜聞（1990年）
- 忠臣蔵 風の巻・雲の巻（1991年12月13日） - りく 役
- 裸の大将 第58話「清が湖で釣った夢」（1993年、関西テレビ） - 秦野綾子 役
- 金曜エンタテイメント
  - 「悪夢の封印」（1993年）
- 白衣のなみだ 第一部「余命」（2013年、東海テレビ） - 安藤ミツ子 役
- 癒し屋キリコの約束 第30・31話（2015年、東海テレビ） - 高田蔦江 役

#### テレビ朝日系
- 空に真赤な雲のいろ（1967年）
- 若草物語（1968年、MBS[注釈 12]
- 喧嘩太郎（1968年、MBS[注釈 12]）
- ながい坂（1969年）
- 掌の中の卵（1970年）
- 大忠臣蔵（1971年） - お軽 役
- 新書太閤記（1973年） - 高台院（ねね）役
- 黄昏にさようなら（1975年）
- 愛と死の夜間飛行（1977年）
- 土曜ワイド劇場
  - 「黒衣の天使 殺しは女の商売」（1978年）
  - 「女の決闘」（1979年）
  - 「化けた花嫁」（1980年）
  - 「逆転法廷」（1982年）
  - 「豪華ヨットの花嫁」（1984年）
  - 「旅行けば連続殺人」（1988年）
  - 「若き未亡人の推理旅行」（1989年）
  - 「仮面の人形」（1989年）
  - 「銀座クラブママ殺人事件」（1991年）
  - 「熱海芸者連続殺人事件!未亡人探偵」（1992年）
  - 「襲われた二人」（1995年、ABC）
  - 「京都の芸者弁護士事件簿」（1997年10月11日、ABC） - 藤波江里子 役
  - 「家政婦は見た!17・花の一族、愛と欲のからみ合い・家元の座を狙って妻、姑、娘、愛人たちの戦いが始まった」（1999年） - 高根沢春子 役
  - 「2000年の完全犯罪に挑む二人の女」（2000年）
  - 「100億の悪女ふたり」（2002年）
  - 「京都の祭に人が死ぬ 嫁VS姑VS愛人」（2003年）
  - 「家政婦は見た!22・子連れ秋子が政界の裏をのぞいた…女性の味方、女代議士、三つの顔の秘密 」（2004年1月、ABC） - 五十嵐不二子 役
  - 「京都殺人案内30・音川刑事玄界灘を渡る!京都―有田・伊万里―韓国プサン!」（2007年12月、ABC・松竹）
  - 「超高層ホテルウーマンVS女ガードマン」（2007年）
  - 「100の資格を持つ女3・風薫る水郷・老舗の醤油蔵に呪いの連続殺人!!」（2010年3月20日、ABC） - 高野栄子 役
  - 「ミステリー作家・六波羅一輝の推理 白骨の語り部」（2010年12月4日、ABC）
  - 「再捜査刑事・片岡悠介2・函館～横浜・同窓会不倫殺人!」（2011年6月25日、ABC） - 小暮ちとせ 役
  - 「天才刑事・野呂盆六6・殺しを見られた令嬢に迫る姿なき脅迫者!」（2011年9月17日、ABC） - 六華蒼生 役
  - 「大崎郁三の事件散歩」（2012年6月30日） - 浜口好江 役
  - 「法医学教室の事件ファイル36・すべてが1/2の死体の謎…疑惑の女弁護士VS女医!」（2013年3月30日） - 浅倉春子 役
  - 「検事・朝日奈耀子16・医師＆検事～2つの顔を持つ女!」（2015年5月2日） - 田代喜美江 役
- 松本清張の黒革の手帖（1982年） - 原口元子 役
- 不倫の女（1983年）
- 月曜ワイド劇場
  - 「白い悪魔が忍びよる」（1984年）
  - 「燃えて尽きたし」（1985年）
  - 「重婚・二人の夫を持つ女」（1985年）
  - 「ナースセンター午前3時」（1986年）
- 海よ眠れ（1984年）
- 運命交響曲殺人事件（1984年）
- ひとひらの雪（1986年）
- 京都花見小路の女（1986年）
- ザ・ハングマンV（1986年、ABC）
- ときめき非婚時代（1987年）
- おんな達のオシャレな復讐（1989年）
- 女ハングマン（1990年、ABC）
- 女たちの太平洋戦争（1991年、ABC）
- 火曜ミステリー劇場「子連れキャリアウーマンの変身大作戦」（1991年）
- あぐら剣法無頼帖（1994年）
- 新・御宿かわせみ（1997年）
- 凄絶!嫁姑戦争 羅刹の家（1998年） - 小椋綾乃 役
- 霧の橋の決闘!（1999年、ABC）
- 熱血!周作がゆく（2000年）
- はぐれ刑事純情派（2001年） ‐ 水原雪江
- 京都迷宮案内4 第9話「偽名の女・短歌に秘められた三角関係!」（2002年）
- 松本清張 黒革の手帖（2004年） - 岩村叡子 役（特別出演）
- 新・科捜研の女2（2005年）
- パズル 第5話「イケメン争奪! 旧家の花嫁選び」（2008年5月、テレビ朝日・ABC共同制作）
- 京都地検の女 第6シリーズ 第1話（2010年） - 浜田喜久子 役
- 聖なる怪物たち（2012年） - 日向華江 役（特別出演）
- 刑事110キロ 第2シリーズ 第4話（2014年） - 加賀美麗華 役
- 相棒 season15 第1話「守護神」（2016年10月12日） - 来栖トヨ 役
- 警視庁・捜査一課長（2018年） ‐ 榊田富子 役

#### テレビ東京系
- しろばんば（1964年）
- あの娘がいいな（1970年）
- 残りの雪（1975年）
- 密告（1987年）
- 付き馬屋おえん事件帳（1990年、1993年・1995年）
- 別れたら好きな人（1999年） - 小泉照海 役
- 断崖（2001年）
- 小京都飛騨高山殺人事件（2004年）
- 水曜ミステリー9
  - 「介護ヘルパー紫雨子の事件簿2・過去を捨てた男」（2013年9月4日） - 成田総子 役

#### 時代劇専門チャンネル
- 鬼平外伝 最終章 四度目の女房（2016年） - おこう 役

### 配信ドラマ
- First Love 初恋（2022年、Netflix） - 大河内みね子 役

### 吹き替え
- ER Ⅷ 緊急救命室 - エレノア・カーター（メアリー・マクドネル） 役
- スノーホワイト/白雪姫 - エルスペス（ミランダ・リチャードソン） 役 ※NHK版
- 名探偵モンク7（2010年4月6日、NHK-BS2） - クリスティン・ラップ 役
- 名探偵ポワロ - アリアドニ・オリヴァ（ゾーイ・ワナメイカー） 役 ※NHK版
  - マギンティ夫人は死んだ（2010年9月13日、NHK-BS2）
  - 第三の女（2010年9月15日、NHK-BS2）
  - ハロウィーン・パーティ（2012年2月8日、NHK BSプレミアム）
  - 象は忘れない（2014年9月8日、NHK BSプレミアム）
  - 死者のあやまち（2014年9月22日、NHK BSプレミアム）

### 舞台
- おはん
- 細雪
- 生きて行く私
- 付き馬屋おえん
- 狐狸狐狸ばなし
- 放浪記 - 日夏京子 役
- 香華（1988年（昭和63年）10月、帝国劇場） - 郁代 役
- 女たちの夜明け（1989年9月5日 - 28日、帝国劇場）
- 阿修羅のごとく（2004年・2006年、芸術座・博多座） - 三田村綱子 役
- 8人の女たち（2004年11月19日 - 12月12日、アートスフィア） - ピエレット 役
- いろどり橋（2006年11月5日 - 29日、中日劇場）
- おしん（2008年7月4日 - 27日、新橋演舞場） - 加賀屋くに 役
- おしん 青春編（2009年8月7日 - 27日、御園座） - 加賀屋くに 役
- 次郎長外伝より 清水の暴れん坊（2011年、日生劇場・博多座・御園座・新歌舞伎座）
- あるジーサンに線香を〜あなたは若返りたいですか〜（2012年4月20日 - 28日、三越劇場・中日劇場）
- あるジーサンに線香を〜若返ったら、あなたはもう一度恋をしてみますか〜（2013年11月3日 - 12月8日）
- 祇園の姉妹（2016年11月4日 - 27日、明治座）
- 夫婦漫才（2021年10月 - 11月、シアター1010・新歌舞伎座・博多座・御園座）

### ドキュメンタリー
- マイセン 三百年の時間旅行〜欧州の名窯に秘められた歴史ミステリー〜（2013年11月2日、BS日テレ） - ナビゲーター

### CM
- メナード化粧品
- 両国予備校 - 起用の不可解については「両国予備校#テレビCM、キャッチコピー」を参照のこと。
- 山本海苔店（1967年から現在まで契約更新中＝2024年2月22日現在）[15]
  - 最長CMキャラクターとして、ギネス世界記録に認定された[6]。
- コーミ
- 日本メディアシステム
- ウィッグ・ユキ